# إدوارد راسيل (سياسي أمريكي)
إدوارد راسيل (بالإنجليزية: Edward Russell)‏ هو سياسي أمريكي، ولد في 31 أغسطس 1782 ببورتلاند في الولايات المتحدة، وتوفي في 29 نوفمبر 1835.